# Gofran Jelifi
Gofran Jelifi –en árabe, غفران الخليفي– (nacida el 9 de julio de 1998) es una deportista tunecina que compite en judo. Ganó una medalla en los Juegos Panafricanos de 2019, y cinco medallas en el Campeonato Africano de Judo entre los años 2017 y 2021.

## Palmarés internacional
| Juegos Panafricanos | Juegos Panafricanos         | Juegos Panafricanos | Juegos Panafricanos |
| Año                 | Lugar                       | Medalla             | Categoría           |
| ------------------- | --------------------------- | ------------------- | ------------------- |
| 2019                | Rabat (Marruecos)           | Medalla de oro      | –57 kg              |
| Campeonato Africano |                             |                     |                     |
| Año                 | Lugar                       | Medalla             | Categoría           |
| 2017                | Antananarivo (Madagascar)   | Medalla de oro      | –57 kg              |
| 2018                | Túnez (Túnez)               | Medalla de bronce   | –57 kg              |
| 2019                | Ciudad del Cabo (Sudáfrica) | Medalla de oro      | –57 kg              |
| 2020                | Antananarivo (Madagascar)   | Medalla de bronce   | –57 kg              |
| 2021                | Dakar (Senegal)             | Medalla de oro      | –57 kg              |